# Stvořidla

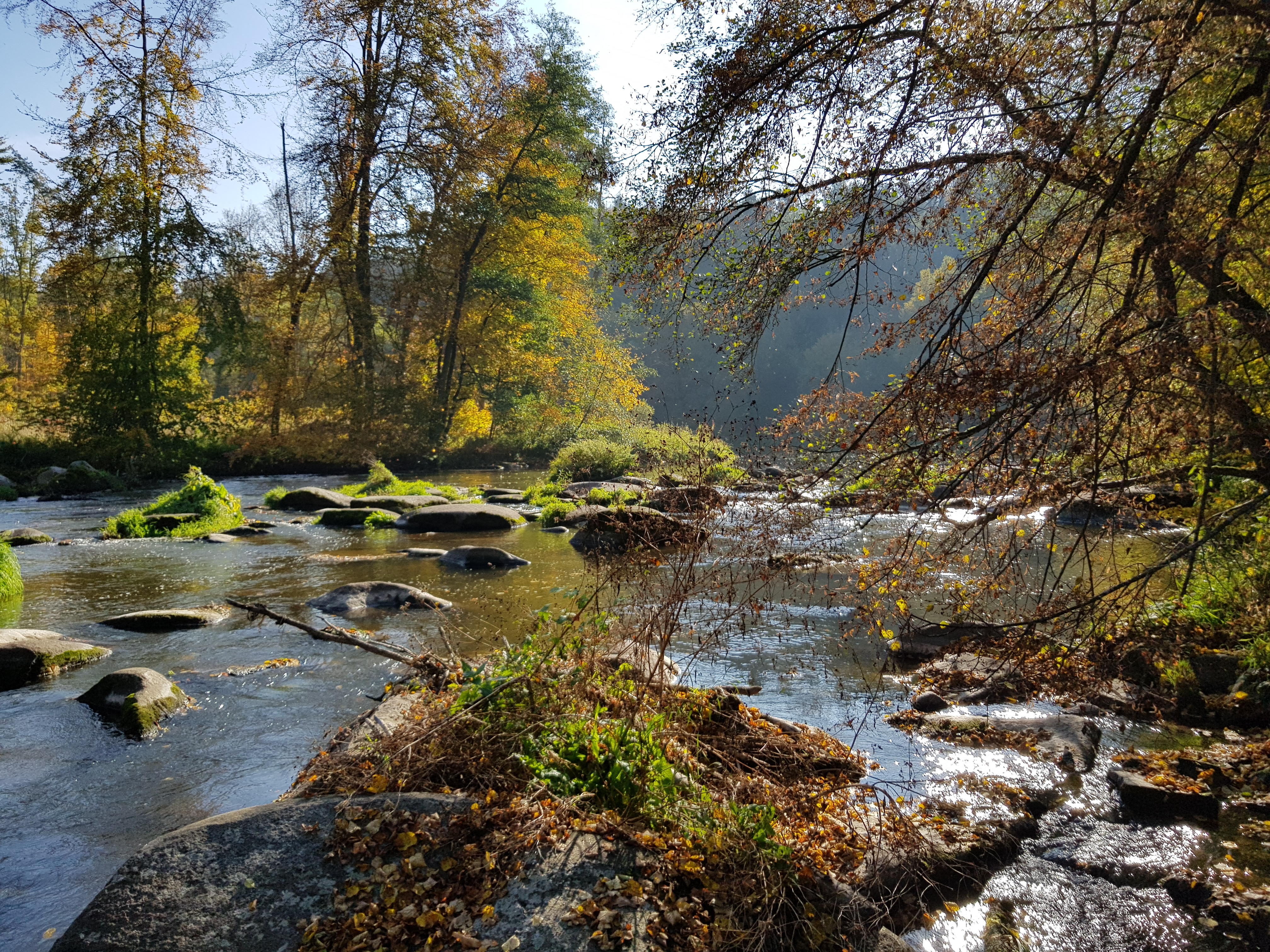
Stvořidla

Stvořidla jsou peřejnatý úsek Sázavy mezi Smrčnou a osadou Stvořidla u Ledče nad Sázavou. Délka peřejí je cca 4,5 km, obtížnost se pohybuje v závislosti na průtoku mezi WW II a WW IV. Celá oblast je součástí přírodní rezervace Stvořidla o rozloze cca 300 ha.

## Geografie
Stvořidla se nacházejí na okraji Českomoravské vrchoviny mezi městy Světlá nad Sázavou a Ledeč nad Sázavou. Na pravém břehu řeky jde o katastrální území Leštinka u Světlé nad Sázavou (část města Světlá nad Sázavou), levý břeh náleží katastrálnímu území Dobrovítova Lhota (část obce Trpišovice).

## Geologie a geomorfologie
Řeka si proráží cestu přes žulový masív Melechov. Koryto je hluboce zařezané a má tvar písmena „V“, s četnými skalnatými prahy a balvany.

## Fauna a flóra
Lesy v okolí jsou smrkové nebo smíšené, ze vzácných rostlin se vyskytují barvínek menší, kruštík širokolistý, kozlík dvoudomý, plavuň vidlačka, strmobýl lysý, čertkus luční, kruštík širokolistý, růže alpská, devětsil bílý, silenka červená, křivatec žlutý, prvosenka vyšší, řeřišničník Hallerův, dymnivka bobovitá, dymnivka dutá aj. Z živočišné říše se vyskytuje vydra říční, mlok skvrnitý nebo ledňáček říční.

## Turistika

### Pěší turistika
Stvořidla jsou nejlépe přístupná vlakem po trati 212 ze zastávek Smrčná nebo Stvořidla. Po levém břehu vede červená turistická značka. Ubytování lze zajistit v tábořišti Stvořidla.

### Vodní turistika
Stvořidla patří mezi nejoblíbenější úseky českých řek, svou obtížností náleží k hranici sjízdnosti pro otevřené lodě, za velké vody je sjíždění Stvořidel na otevřených kanoích velmi nebezpečné. Vhodné jsou uzavřené kajaky nebo nafukovací lodě určené na divokou vodu typu Pálava, Orinoko, Baraka nebo Yukon.
Za jezem ve Smrčné se na ř. km 139,40 objevují první prahy a peřeje, obtížný úsek nastává za ohbím řeky na ř. km 137,7, lépe sjízdný vpravo, obtížnost WW II. Na ř. km 137,2 následuje nejtěžší úsek Stvořidel o obtížnosti WW II+, za velké vody až WW III+, nejlépe sjízdný středem. Peřeje končí kamenným prahem u tábořiště Stvořidla na ř. km 135,20.

## Legendy
Podle místní legendy se měl sedlák, jehož pole nebylo úrodné, domluvit s čertem, který mu měl s prací na poli pomoci. Sedlák čertovi slíbil, že za deset let dostane jeho duši. Po deseti letech se však sedlákovi do pekla příliš nechtělo a na radu své manželky vykropil chalupu svěcenou vodou. Čert, který tak nemohl dovnitř, se rozzlobil, nabral v nedalekém lomu náruč kamení a chtěl ji naházet na sedlákovo pole. Jak letěl zpět, svítilo mu do očí slunce a oslepený čert začal kameny odhazovat dříve - místo na sedlákovo pole odházel svůj náklad do koryta Sázavy.

## Zajímavosti
Nedaleko se nachází naučná stezka věnovaná dílu Jaroslava Foglara

## Fotogalerie

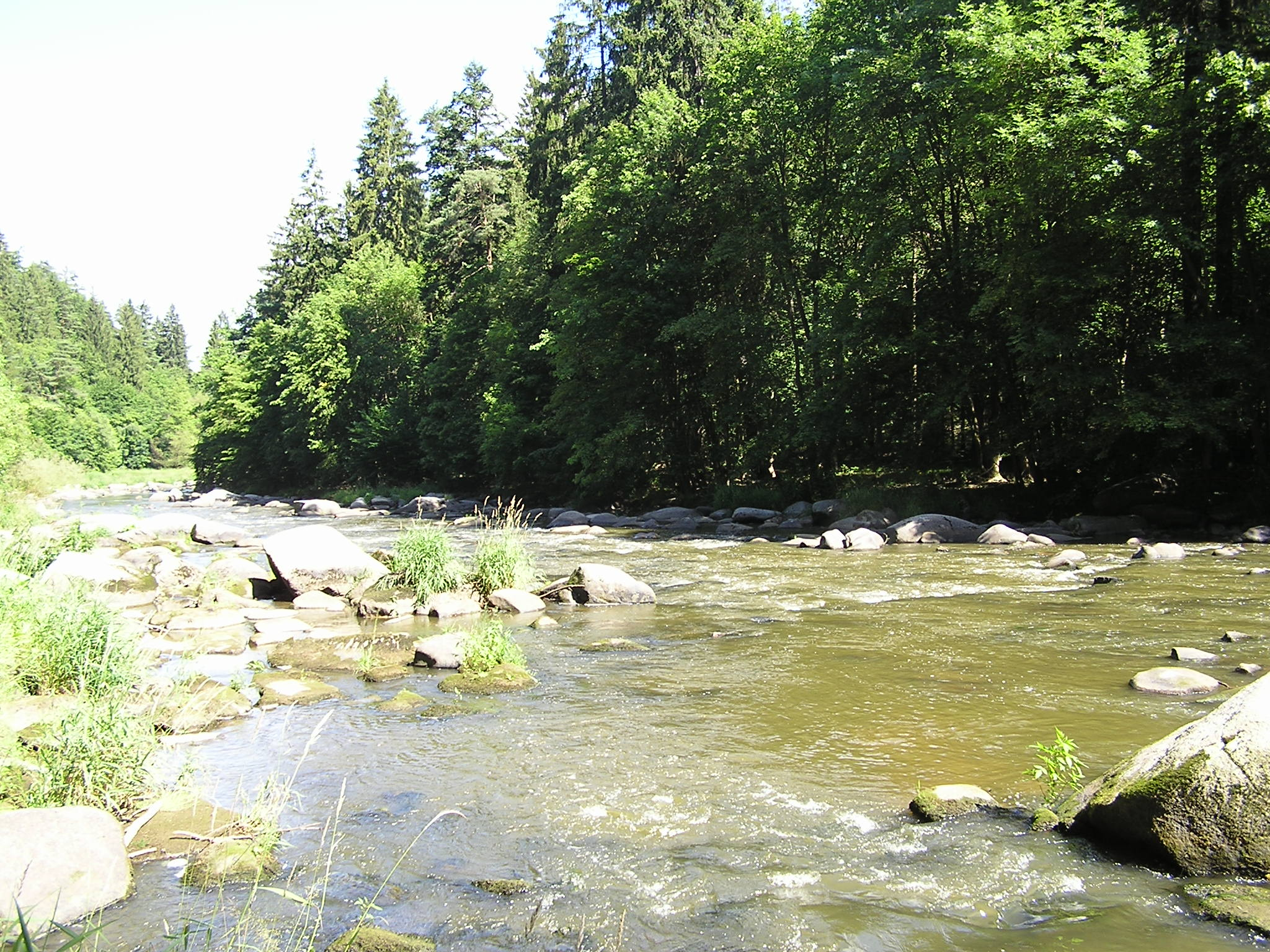
Stvořidla
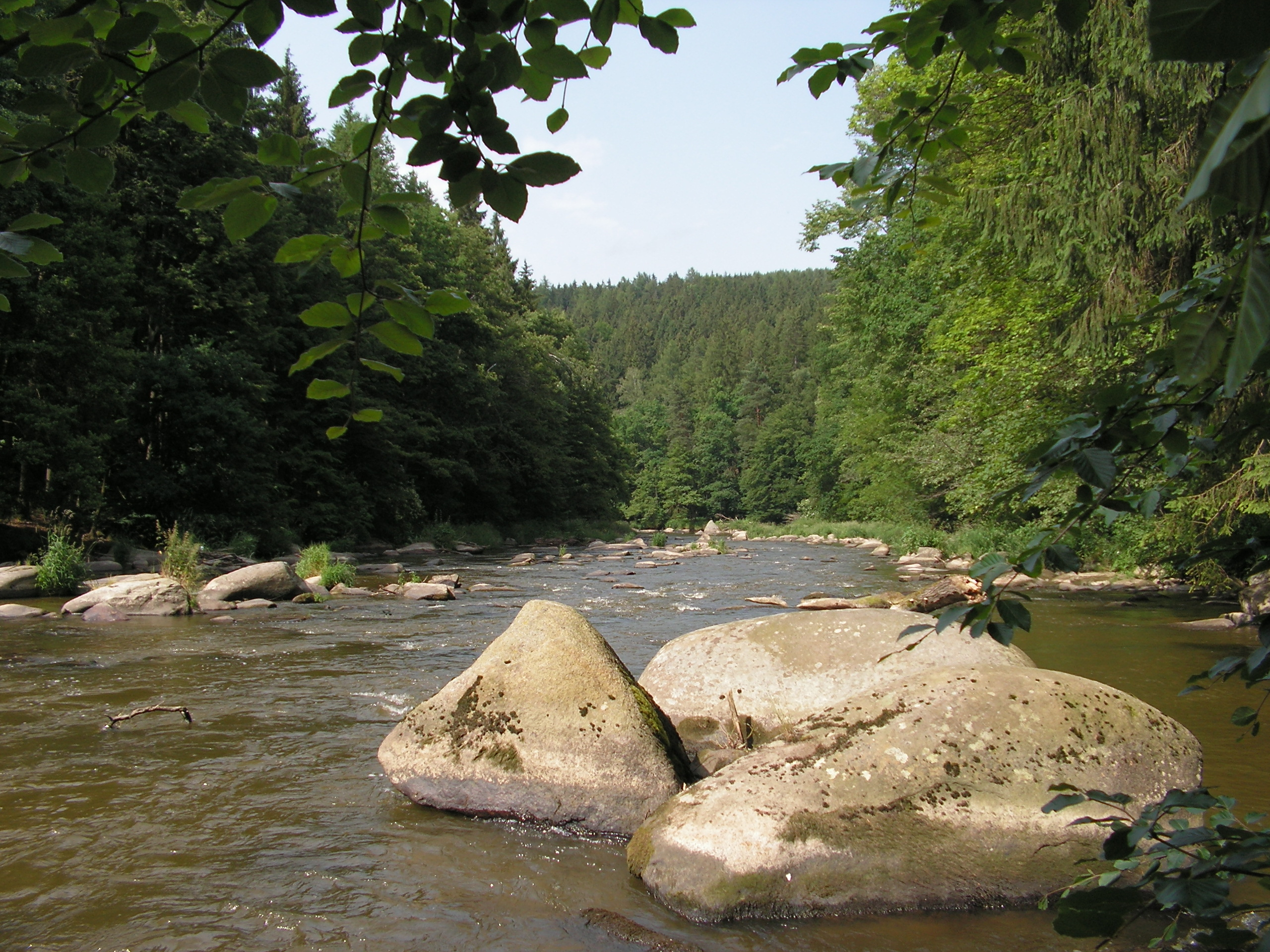
Stvořidla
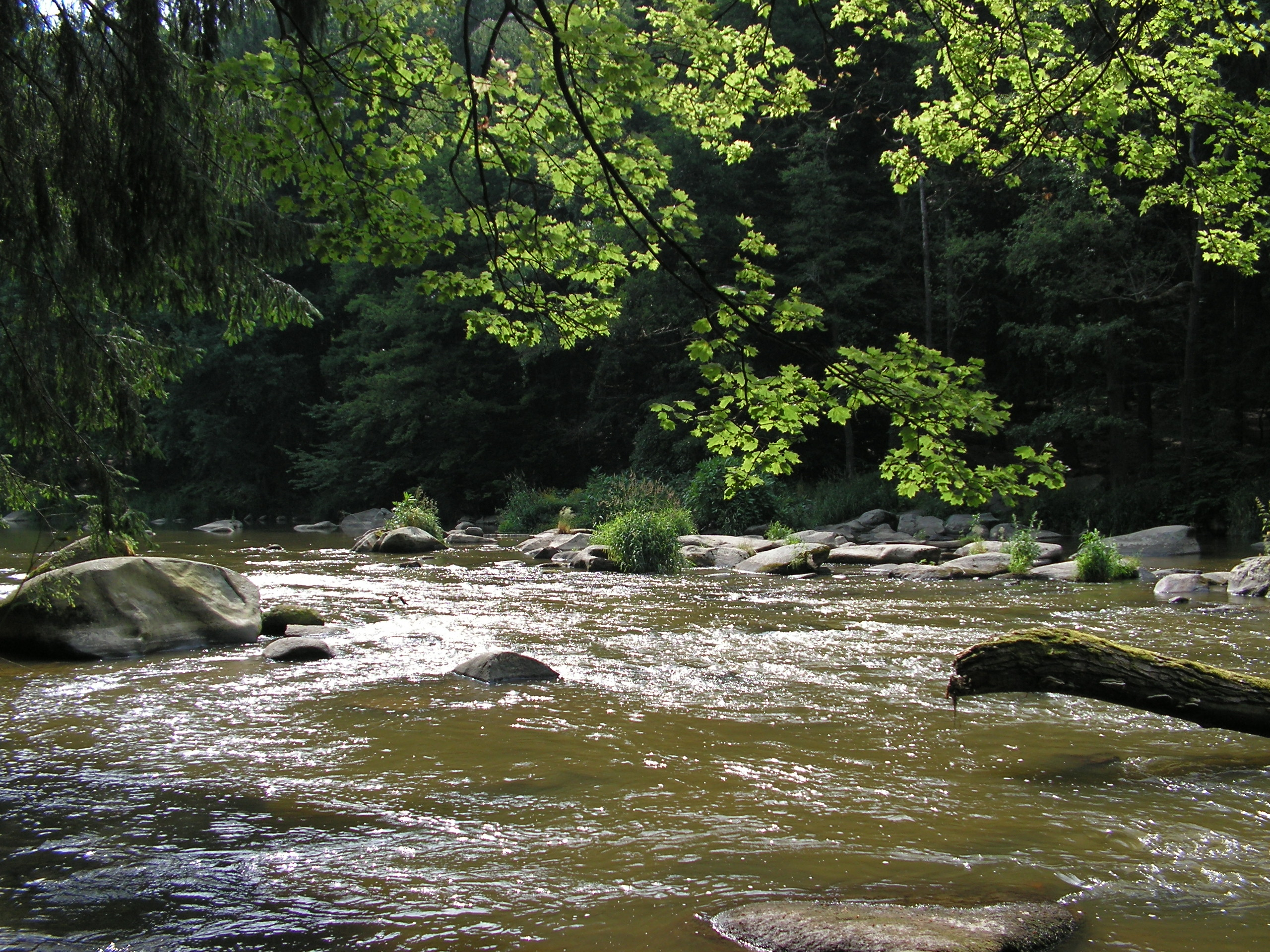
Stvořidla
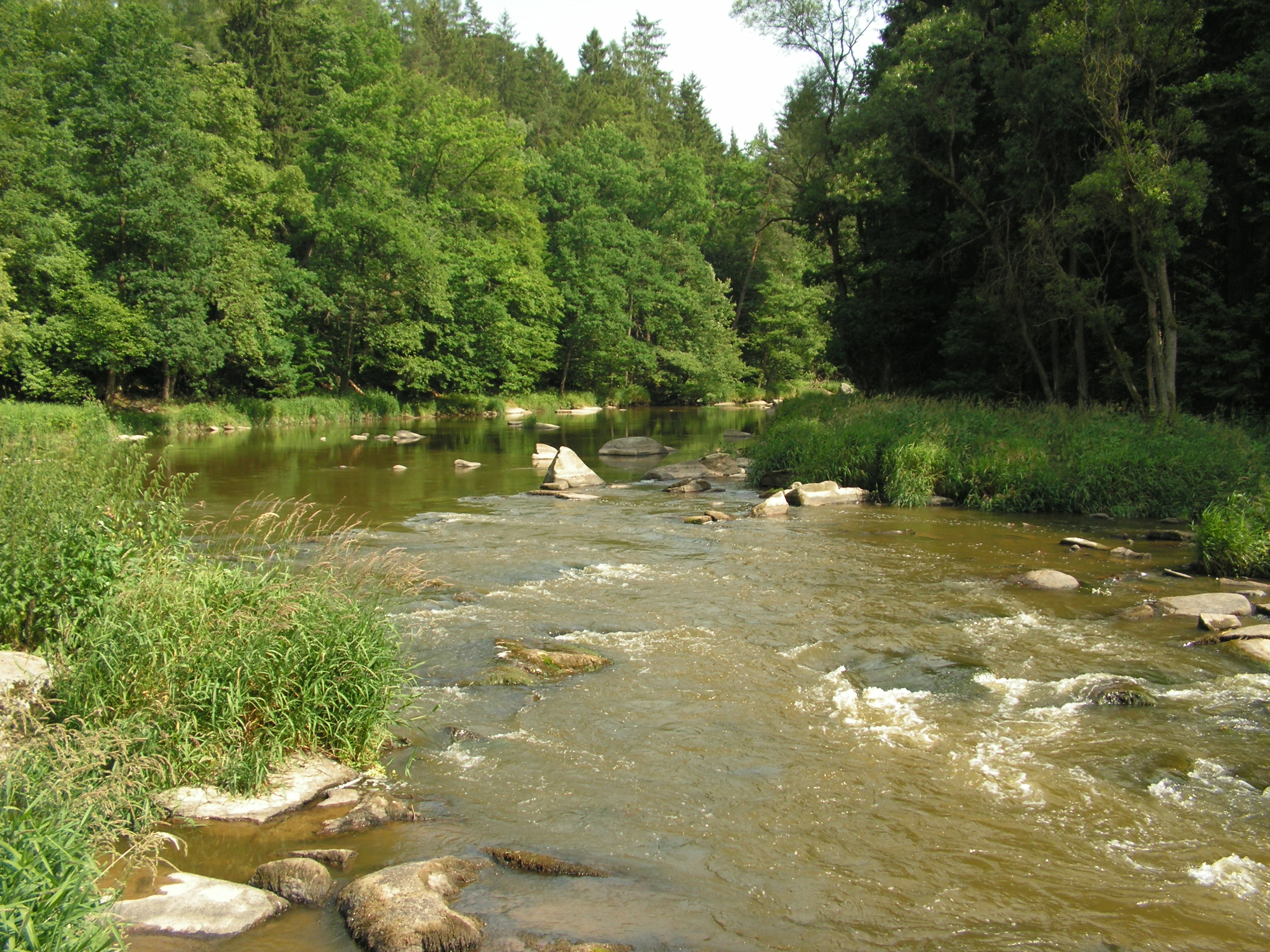
Stvořidla
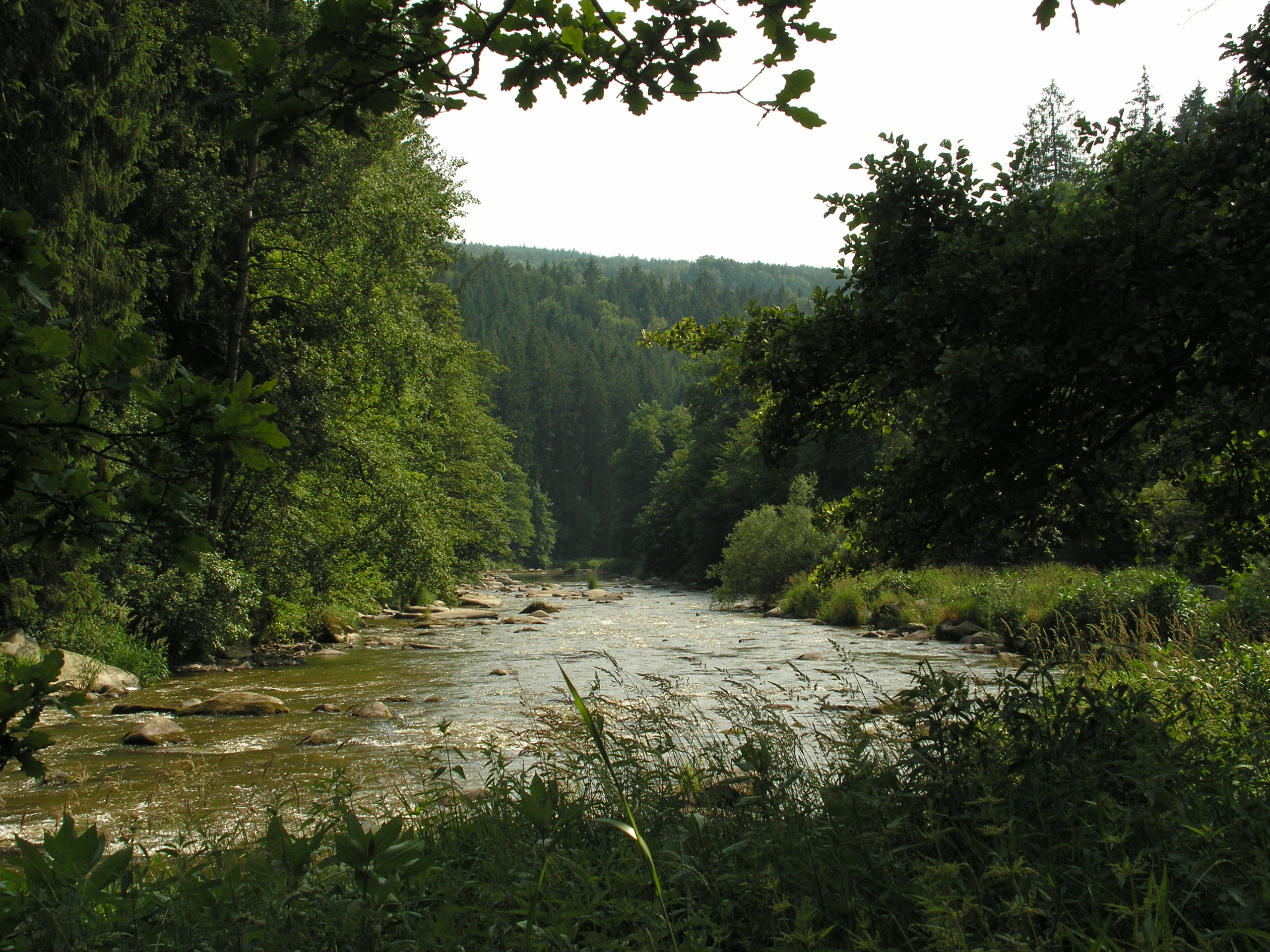
Stvořidla
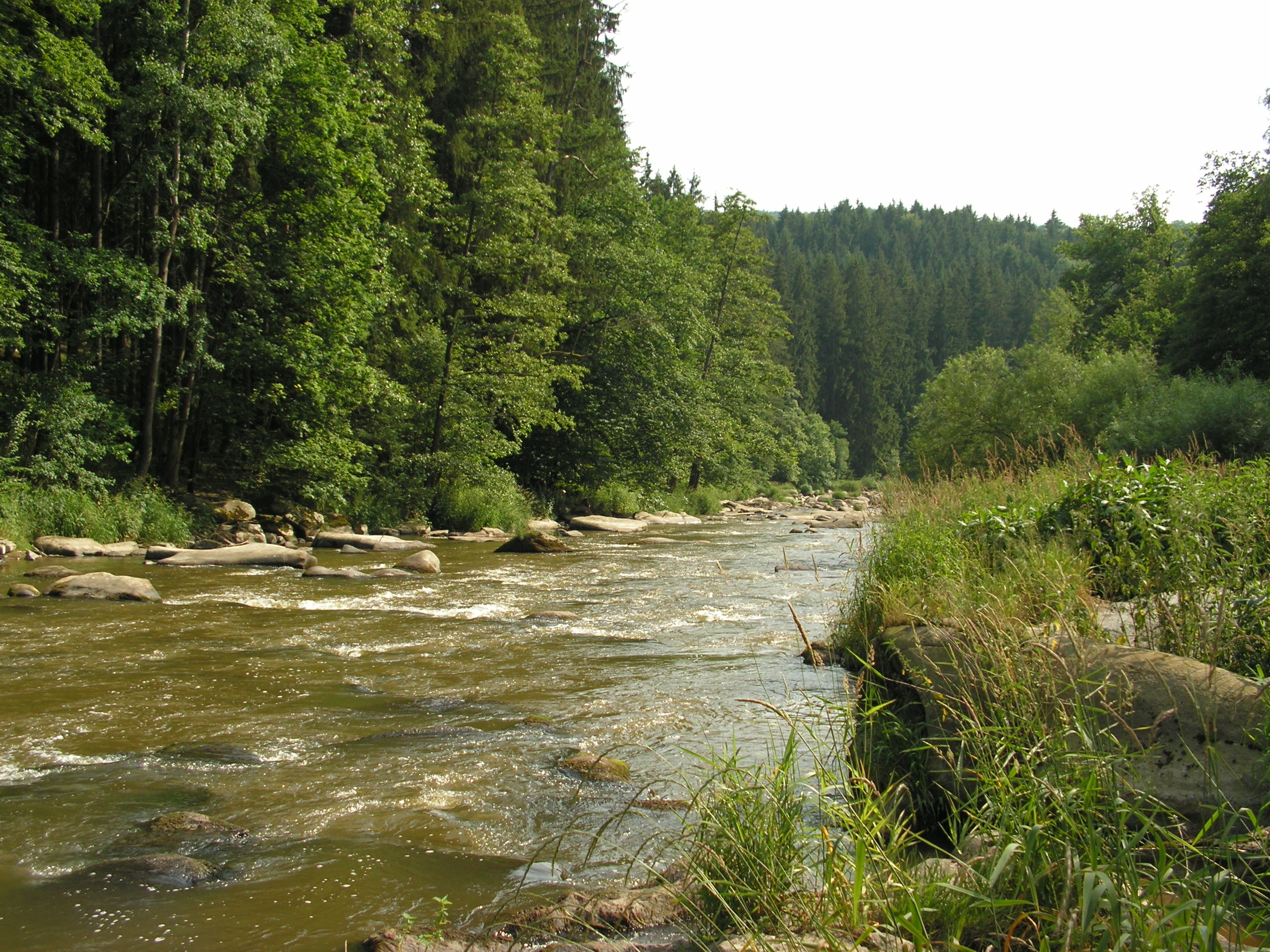
Stvořidla
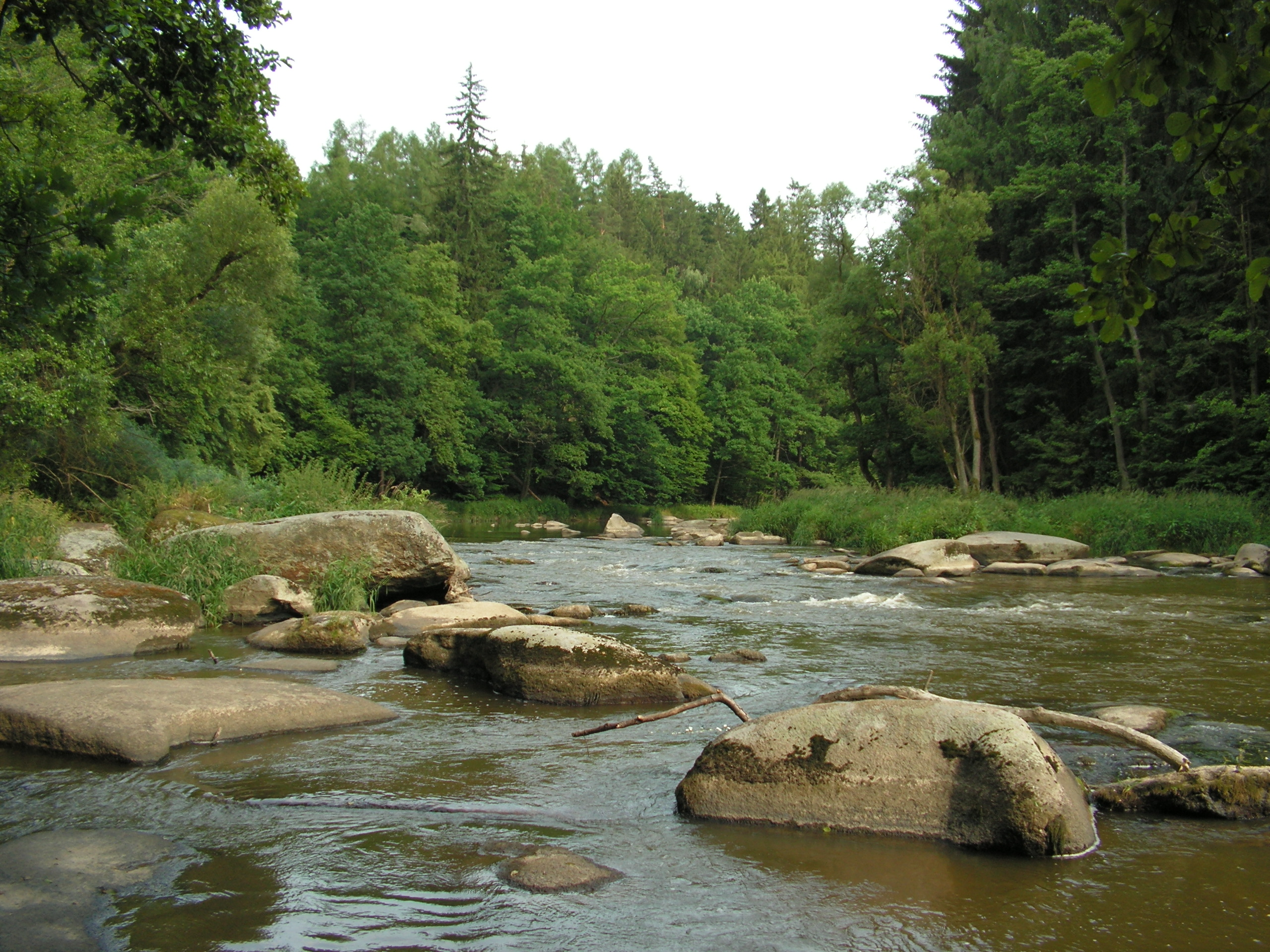
Stvořidla